# The Chorus Girl's Thanksgiving
The Chorus Girl's Thanksgiving est un film muet américain réalisé par Frank Lloyd et sorti en 1914.

## Synopsis
Herbert est un employé de banque qui va être mêlé à une affaire de détournement de fonds.

## Fiche technique
- Titre : The Chorus Girl's Thanksgiving
- Réalisation : Frank Lloyd
- Scénario : James Dayton
- Production : Rex Motion Picture Company
- Distribution : Universal Film Manufacturing Company
- Pays de production :  États-Unis
- Date de sortie :
  - États-Unis : 15 novembre 1914

## Distribution
- Herbert Rawlinson : Herbert Symmes
- Ann Little : Anna
- Frank Lloyd : le détective
- Helen Wright : Mrs Symmes
- William Worthington